# کنت آرتور نوئل اندرسون
کنت آرتور نوئل اندرسون (انگلیسی: Kenneth Anderson; ۲۵ دسامبر ۱۸۹۱ – ۲۹ آوریل ۱۹۵۹) فرمانده نظامی اهل بریتانیا بود. وی برندهٔ جوایزی همچون لژیون دونور (فرمانده) و صلیب نظامی شده‌است.